# LKOV Valuk
LKOV Valuk je posodobljena in licenčna različica avstrijskega lahkega večnamenskega kolesnega pehotnega bojnega vozila SSF Pandur, ki je zgrajeno v Sloveniji, v Sistemski tehniki, Ravne na Koroškem. Pri projektu sodeluje tudi podjetje Rafael iz Izraela. 
LKOV Valuk je poimenovano po prvem karantanskem knezu Valuku in ima pogon na vseh šest koles.

## Zgodovina
Trenutno (2006) ima Slovenska vojska 85 teh vozil. Ker so vozila kupili brez nameščene komunikacijske opreme, so jih po izročitvi morali v Slovenski vojski sami ponovno »odpreti« in vgraditi manjkajočo opremo, s čimer se je zavlekel njihov prihod v operativno rabo.
Slovenija je aprila 2023 v sklopu pomoči po ruski invaziji Ukrajini tajno donirala 20 oklepnikov Valuk. Prepeljani so bili s transportnim letalom C-17.

## Sistemske napake
Kmalu po začetku uporabe so se pokazale prve serijske napake. Najbolj očitna je bila prenapetost oklepa v spodnjem delu trupa, zaradi česar je 30 vozilom počil oklep, ki so ga nato v Sistemski tehniki popravili. Pozneje se je pokazala še serijska napaka v zavornem sistemu.

## Različice
Transportna različica
- Posadka: 3+6
- Oborožitev: težki mitraljez 12,7 mm ali avtomatski bombomet kal. 40 mm.

Minometna različica
- Posadka: 2+2
- Oborožitev: minomet CARDOM 120 mm (36 min)

Ambulantna različica
- Posadka: 3+4/(2+3)/6
- Oborožitev: je ni

Izvidniška različica
- Posadka: 3
- Oborožitev: Bushmaster Automatic Cannon 25 mm in sovprežni mitraljez 7,62 mm

## Uporabniki
- Slovenska vojska (65)
- Ukrajinske oborožene sile (20)